# Grosuplje
Grosuplje (pronunciación: [ɡɾɔˈsùːpljɛ]; alemán: Großlupp) es una localidad eslovena, capital del municipio homónimo en el centro del país.
En 2018 tiene 7549 habitantes.
Se conoce su existencia desde 1136 con el nombre de Groslupp y la etimología del topónimo es incierta. En el siglo XIX se desarrolló notablemente como poblado ferroviario por su proximidad a Liubliana. Su iglesia parroquial está dedicada a San Miguel y fue construida en 1980 junto a otra iglesia de origen medieval dedicada al mismo santo.
Se ubica en la periferia suroriental de la capital nacional Liubliana, en la salida de la ciudad por la carretera A2 que lleva a Zagreb.